# Parus
Parus Linnaeus, 1758 è un genere di uccelli appartenenti alla famiglia Paridae, più comunemente detta "famiglia delle cince".

## Descrizione

### Dimensioni
Hanno piccole dimensioni, in genere simili a quelle dei passerotti o dei pettirossi. La cinciallegra, specie più emblematica, ha una lunghezza compresa tra 13,5 e 15 cm.

### Alimentazione
Sono voraci insettivori e granivori. Il cibo viene sminuzzato col becco, tenendolo fermo con le zampe. Accetta volentieri il cibo offerto in mangiatoie dall'uomo.

## Tassonomia
Comprende le seguenti specie:
- Parus major Linnaeus, 1758 - cinciallegra
- Parus minor Temminck & Schlegel, 1848
- Parus cinereus Vieillot, 1818
- Parus monticolus Vigors, 1831